# Herbert Vonach
Herbert Vonach (* 14. September 1931 in Cvikov, Tschechoslowakei; † 12. Mai 2019) war ein Physiker, der sich mit Experimenteller Kernphysik und deren Anwendung in der Festkörperphysik befasste.

## Leben
Herbert Vonach ging in Cvikov (deutsch: Zwickau) zur Schule und kam nach der Vertreibung der Deutschen 1946 mit seiner Familie nach Amberg in Bayern, wo er 1950 das Abitur an der Oberrealschule bestand. Von 1950 bis zum Diplom 1955 studierte er Technische Physik an der Technischen Hochschule München. Danach war er bis 1962 am Institut für Radiumforschung der Österreichischen Akademie der Wissenschaften, wo er am neuen Neutronengenerator (mit Neutronen aus einer Deuterium-Tritium-Fusionsreaktion mit maximal 14 MeV) an seiner Dissertation über Neutronenstreuung an Kristallen bei dem Kernphysiker Heinz Maier-Leibnitz an der TH München arbeitete, die er am Forschungsreaktor München (in Garching) fortsetzte. 1962 promovierte er an der TH München. Als Post-Doktorand forschte er von 1962 bis 1964 am Argonne National Laboratory. Ab 1966 war er kommissarisch Vertretungsprofessor und Leiter des Physik-Departments E 14 der TH München, als dessen Leiter Heinz Maier-Leibnitz die Leitung des Institut Laue-Langevin in Grenoble übernommen hatte. 1974 wurde Vonach ordentlicher Universitätsprofessor am Institut für Radiumforschung und Kernphysik der Universität Wien als Nachfolger von Berta Karlik Direktor des Instituts für Radiumforschung, was er bis 1986 blieb. 1991 wurde er emeritiert, setzte aber seine Forschungen fort.
Während seiner Zeit in München wurde der 10-MeV-Tandembeschleuniger in Garching aufgebaut und ein Q3D-Spektrograph (ein Magnetspektrometer mit einem Quadrupol- und zwei Dipolmagneten). Damit konnten Vonach und andere Kernreaktionen mit hoher Auflösung untersuchen. Vonach befasste sich insbesondere mit der Niveaudichte angeregter Kernzustände, was für das theoretische Verständnis von Kernreaktionen nötig ist. Er galt international als Experte für die Auswertung neutroneninduzierter Kernreaktionen, die auch besondere Bedeutung für die Kerntechnik (und Kernwaffen) und somit die Nuclear Data Section der IAEA haben.
Herbert Vonach war mit Waltraud Patzak verheiratet und hatte mit ihr drei Söhne.

## Publikationen
Er war an der Bearbeitung von Neuauflagen der einführenden Physiklehrbücher von Klaus Dransfeld und Paul Kienle (Band 1, Mechanik) sowie Georg Kalvius und Karl Luchner (Band 4, Physik der Atome und Moleküle, Physik der Wärme) im Oldenbourg Verlag beteiligt.